# Cansino Biologics
Cansino Biologics Inc., i marknadsföringssyfte skrivet CanSino, (kinesiska: 康希诺生物, Kāngxīnuò Shēngwù) är en kinesisk vaccintillverkare. Det är sedan 2019 noterat på Hongkongbörsen.
Cansino Biologics grundades 2009 i Tianjin av de fyra kinesiska och kanadensiska vetenskapsmännen Yu Xuefeng, Zhu Tao, Qiu Dongxu och Helen Mao Huihua.
Företaget har tillsammans Institute of Biotechnology vid Academy of Military Medical Sciences inom Kinas armé och National Research Council i Kanada tagit fram ett ebolavaccin.

## Vaccin mot covid-19
Cansino har arbetat med Institute of Biotechnology vid Academy of Military Medical Sciences med utveckling av ett covid-19-vaccin. Företaget träffade i mars 2020 också avtal med National Research Council om samarbete för att utveckla den adenovirusbaserade covid-19-vaccinkandidaten Ad5-nCoV, med avsikt att genomföra kliniska tester i Kanada.